# Rhaphuma bimaculata
Rhaphuma bimaculata là một loài bọ cánh cứng trong họ Cerambycidae.